# El Chichón
El Chichón is een actieve vulkaan in het noordwesten van Chiapas, Mexico.
De enige gedocumenteerde uitbarsting van El Chichón was in maart-april 1982, toen de vulkaan een 1 kilometer brede caldera produceerde die werd gevuld met een zuur kratermeer. De vulkaan produceerde magma met een hoog zwavelgehalte. De uitbarsting in 1982 ging gepaard met een pyroclastische stroom. De uitbarsting doodde ongeveer 2000 mensen die in de buurt van de vulkaan woonden, en vernietigde 9 dorpen.
In 2000 nam de temperatuur van het water in het kratermeer toe.

## Referentie

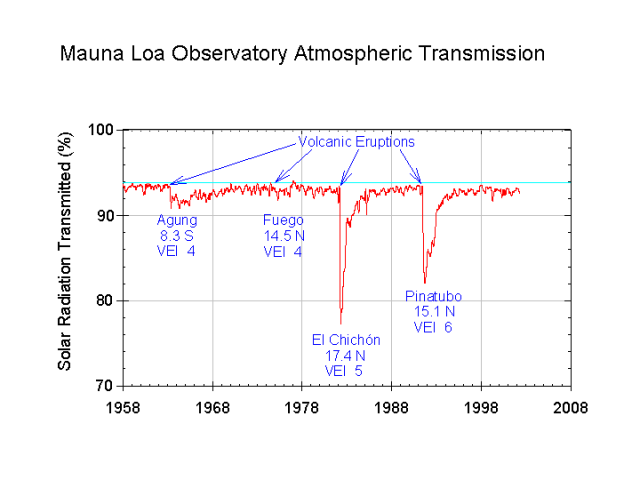
Afname van de zonnestraling als gevolg van de uitbarsting in 1982 in vergelijking tot andere uitbarstingen.

- Global Volcanism Program: El Chichón